# 단치히 자유시
단치히 자유시(독일어: Freie Stadt Danzig 프라이에 슈타트 단치히[*], 영어: Free City of Danzig) 또는 그단스크 자유시(폴란드어: Wolne Miasto Gdańsk 볼네 미아스토 그단스크[*])는 1920년 베르사유 조약에 따라 단치히(현재의 폴란드 그단스크)에 설립된 도시 국가이다. 1939년 9월 1일 제2차 세계대전이 발발하자, 나치 독일군이 자유시를 점령함과 함께 사라졌다.

## 역사

### 성립
1919년 연합국이 제1차 세계대전에서 패한 독일 제국과 체결한 베르사유 조약에 의해서 이 도시는 국제 연맹에 의해 세워진 중립도시인 단치히 자유시가 되었다. 베르사유 조약에 따르면, 새로 성립되는 자유시는 거주지에 근거한 자체적 "단치히 자유시 국적"을 가지게 된다. 독자적인 화폐도 있었고 고유의 기, 문장, 찬가도 가지고 있었다. 1924년부터 냉동고, 식용유 제조공장, 철도, 조선소 등이 건설되어 발트해 유수(有數)의 항구로 발전하였다. 그러나 1933년 단치히 의회는 독일 나치당에 의해 장악되었으며 유대인에 대한 탄압 정책이 가해졌다.

### 멸망
1939년 9월 1일 히틀러가 단치히 반환과 독일제국 영토를 수복한다는 명분으로 폴란드 침공을 감행하며 단치히 자유시는 제2차 세계 대전의 도화선이 되었다. 폴란드 침공이 일어나자마자 단치히 의회는 나치 독일에 합병을 선언하였다. 단치히 자유시에 있던 폴란드 민간인들은 우체국 등지에서 항전을 끝까지 벌이다가 결국 총살당했다. 폴란드 침공 이후 단치히는 나치 독일이 점령하였고 자유시는 소멸되었다.
그러나 제2차세계대전 말기 소련군과의 뒤이은 전투 끝에 1945년 들어 시가지와 항만시설이 모두 파괴되었다. 소련군이 모두 점령하였고, 종전 후 단치히는 폴란드령으로 귀속되어 종래의 독일인 주민은 모두 추방되어 현재에 이른다. 파괴된 시가지, 항만시설, 공장 등은 전후 복구되었다.

## 영토
단치히 자유시는 단치히 시, 초포트(Zoppot)·올리바(Oliva)·티겐호프(Tiegenhof)·노이타이히(Neuteich) 등의 읍(邑)과 252개 마을, 63개 소(小) 마을로 이루어져 있었으며, 면적은 1,966km2였다.

## 인구와 주민
자유시의 인구는 1919년에 35만 7천에서 10년 사이에 40만 8천으로 증가했다. 공식적 인구조사에 따르면, 주민의 95%가 독일인이었다. 그리고 나머지는 카슈브인과 폴란드인이었다. 그런데 E. Cieślak에 따르면, 1929년의 폴란드인 인구는 도시민의 9.5%에 해당하는 3만 5천 명이었다고 한다. 한편 Henryk Stępniak는 1929년에 추정한 폴란드인의 인구는 2만 2천 명(6%)이며, 1930년대에는 폴란드인의 비중이 13%로 늘어났다고 보았다.
종교면에서는 1924년에 주민의 54.7%가 프로테스탄트(220,731명. 대부분 고(古)프로이센 합동교회에 속하는 루터파)였으며, 34.5%는 가톨릭(140,797명), 2.4%는 유대교(9,239명) 등이었다.

## 같이 보기
- 그단스크
- 단치히 자유시 (1807년~1814년)